# Smeryngolaphria bicolorata
Smeryngolaphria bicolorata är en tvåvingeart som beskrevs av Tomasovic 2003. Smeryngolaphria bicolorata ingår i släktet Smeryngolaphria och familjen rovflugor.
Artens utbredningsområde är Madagaskar. Inga underarter finns listade i Catalogue of Life.